# Swiss Open 2005
Die Swiss Open 2005 im Badminton fanden vom 15. bis zum 20. März 2005 in der St. Jakobshalle Basel statt. Das Preisgeld betrug 80.000 US-Dollar.

## Sieger und Platzierte
| Disziplin    | Gold                         | Silber                        | Bronze                          |
| ------------ | ---------------------------- | ----------------------------- | ------------------------------- |
| Herreneinzel | Muhammad Hafiz Hashim        | Peter Gade                    | Lee Hyun-il                     |
| Herreneinzel | Muhammad Hafiz Hashim        | Peter Gade                    | Jang Young-soo                  |
| Dameneinzel  | Pi Hongyan                   | Xu Huaiwen                    | Wang Chen                       |
| Dameneinzel  | Pi Hongyan                   | Xu Huaiwen                    | Yao Jie                         |
| Herrendoppel | Candra Wijaya Sigit Budiarto | Flandy Limpele Eng Hian       | Luluk Hadiyanto Alvent Yulianto |
| Herrendoppel | Candra Wijaya Sigit Budiarto | Flandy Limpele Eng Hian       | Lars Paaske Jonas Rasmussen     |
| Damendoppel  | Lee Kyung-won Lee Hyo-jung   | Chien Yu-chin Cheng Wen-hsing | Greysia Polii Heni Budiman      |
| Damendoppel  | Lee Kyung-won Lee Hyo-jung   | Chien Yu-chin Cheng Wen-hsing | Ella Tripp Joanne Wright        |
| Mixed        | Nathan Robertson Gail Emms   | Nova Widianto Liliyana Natsir | Lee Jae-jin Lee Hyo-jung        |
| Mixed        | Nathan Robertson Gail Emms   | Nova Widianto Liliyana Natsir | Carsten Mogensen Rikke Olsen    |